# Precious Achiuwa
Precious Achiuwa (Port Harcourt, 19 september 1999) is een Nigeriaans basketballer.

## Carrière
Azubuike was tijdens het seizoen 2019/20 actief in het collegebasketbal voor de Memphis Tigers. In zijn eerste seizoen was hij meteen goed voor 15,8 punten, 10,8 rebounds en 1,9 blocks per wedstrijd. Als gevolg van deze prestaties stelde Achiuwa zich kandidaat voor de NBA Draft. Tijdens deze draft werd Achiuwa in de eerste ronde als 20e uitgepikt door de Miami Heat, waar hij ook een contract ondertekende.
Op 23 december 2020 maakte Achiuwa zijn debuut in de NBA tijdens de wedstrijd van de Miami Heat tegen de Orlando Magic. Na zijn debuutseizoen maakte hij op 6 augustus 2021 de overstap naar de Toronto Raptors. Samen met Goran Dragić werd Achiuwa betrokken in een ruil met Kyle Lowry. Hij speelde bij de ploeg tot in december 2023 toen hij samen met Malachi Flynn en OG Anunoby naar de New York Knicks werd geruild voor R.J. Barrett en Immanuel Quickley.
Hij is tevens ook actief als international voor het Nigeriaanse basketbalteam. Hij speelde met Nigeria op de Olympische Spelen van 2020 in Tokio. Het Nigeriaans team verloor op deze Spelen zijn 3 poulewedstrijden en werd zo in de eerste ronde al uitgeschakeld.

## Statistieken

### Regulier seizoen
| Seizoen  | Team            | WG  | WS | MPW  | 2P%  | 3P%  | FW%  | RPW | APW | SPW | BPW | PPW |
| -------- | --------------- | --- | -- | ---- | ---- | ---- | ---- | --- | --- | --- | --- | --- |
| 2020/21  | Miami Heat      | 61  | 4  | 12,1 | 54,4 | -    | 50,9 | 3,4 | 0,5 | 0,3 | 0,5 | 5,0 |
| 2021/22  | Toronto Raptors | 73  | 28 | 12,1 | 43,9 | 35,9 | 59,5 | 6,5 | 1,1 | 0,5 | 0,6 | 9,1 |
| 2022/23  | Toronto Raptors | 55  | 12 | 20,7 | 48,5 | 26,9 | 70,2 | 6,0 | 0,9 | 0,6 | 0,5 | 9,2 |
| 2023/24  | Toronto Raptors | 25  | 0  | 17,5 | 45,9 | 27,7 | 57,1 | 5,4 | 1,8 | 0,6 | 0,5 | 7,7 |
| 2023/24  | New York Knicks | 49  | 18 | 24,2 | 52,5 | 26,0 | 64,3 | 7,2 | 1,1 | 0,6 | 1,1 | 7,6 |
| Carrière | Carrière        | 263 | 62 | 19,9 | 48,1 | 30,7 | 60,8 | 5,7 | 1,0 | 0,5 | 0,6 | 7,8 |

### Play-in
| Seizoen  | Team            | WG | WS | MPW | 2P%  | 3P% | FW%   | RPW | APW | SPW | BPW | PPW |
| -------- | --------------- | -- | -- | --- | ---- | --- | ----- | --- | --- | --- | --- | --- |
| 2022/23  | Toronto Raptors | 1  | 0  | 9,4 | 50,0 | –   | 100,0 | 4,0 | 0,0 | 0,0 | 0,0 | 6,0 |
| Carrière | Carrière        | 1  | 0  | 9,4 | 50,0 | –   | 100,0 | 4,0 | 0,0 | 0,0 | 0,0 | 6,0 |

### Play-offs
| Seizoen  | Team            | WG | WS | MPW  | 2P%  | 3P%  | FW%  | RPW | APW | SPW | BPW | PPW  |
| -------- | --------------- | -- | -- | ---- | ---- | ---- | ---- | --- | --- | --- | --- | ---- |
| 2020/21  | Miami Heat      | 3  | 0  | 4,0  | 75,0 | —    | 25,0 | 2,0 | 0   | 0   | 0,7 | 2,3  |
| 2021/22  | Toronto Raptors | 6  | 1  | 27,8 | 48,1 | 31,3 | 60,0 | 4,8 | 1,0 | 0,2 | 0,8 | 10,2 |
| 2023/24  | New York Knicks | 9  | 2  | 20,5 | 48,8 | 0    | 38,5 | 4,2 | 0,6 | 0,4 | 1,3 | 5,2  |
| Carrière | Carrière        | 18 | 3  | 20,2 | 49,5 | 26,3 | 44,4 | 4,1 | 0,6 | 0,3 | 1,1 | 6,4  |